# Livio Bonelli
Livio Bonelli (Gaeta, 21 gennaio 1891 – Roma, 1º giugno 1949) è stato un generale italiano.
Ufficiale veterano della prima guerra mondiale e della guerra d'Etiopia, rientrò in servizio attivo all'inizio del secondo conflitto mondiale dove si distinse, con il grado di colonnello, in Africa Orientale Italiana al comando di una Brigata coloniale. Decorato con la Croce di Cavaliere dell'Ordine militare di Savoia, quella dell'Ordine dei Santi Maurizio e Lazzaro, cinque Medaglie d'argento al valor militare e quattro Croci al merito di guerra

## Biografia
Nacque il 21 gennaio 1891 a Gaeta, figlio di Gaetano e Amalia Macchia, e nella sua città natale conseguì il diploma di capitano di lungo corso, per entrare, a domanda, nel corso allievi ufficiali del Regio Esercito presso la Scuola ufficiali di Caserta.
Promosso sottotenente nel 1912, nel settembre dello stesso anno partì per la Tripolitania in forza all'89º Reggimento fanteria "Salerno". L'anno successivo transitò in servizio permanente effettivo, venendo promosso tenente e poi capitano. Ritornato in Italia nel 1916, in piena prima guerra mondiale, e destinato a prestare servizio nel 41º Reggimento fanteria "Modena", raggiungendo subito la zona di operazioni. Ferito due volte in combattimento sul Monte Zovetto, vicino al Monte Cengio, viene ricoverato presso l’ospedale della Croce Rossa Italiana di Napoli. Al termine del periodo di convalescenza, nel febbraio 1917, ritornò in zona di guerra assegnato al 209º Reggimento fanteria, passando poi a prestare servizio presso altri reparti fino al termine delle ostilità. Nel luglio 1919 viene assegnato al Ministero della guerra per incarichi speciali, e nel gennaio 1920, destinato allo Stato maggiore della Brigata “Savona”, raggiungeva Zara per assumere l'incarico di Aiutante di campo della brigata. Nel giugno dello stesso anno viene assegnato allo Stato maggiore del Regio Esercito, e pochi mesi dopo inizia a frequentare la Scuola di guerra dove rimane fino all’ottobre del 1924, passando poi al servizio di Stato maggiore.
Nel dicembre 1926 entrava nel Corpo di Stato maggiore ricoprendo anche incarichi riservati sino a che, promosso maggiore, viene trasferito dietro sua richiesta al Regio Corpo Truppe Coloniali dell'Eritrea, giungendo a Massaua nel luglio 1927.
Nel 1930 ritornò in Libia, assumendo il comando del 2º Battaglione indigeni della Cirenaica, con sede a Bengasi, e nel maggio 1932 ritornò a Massaua, per assumere il comando del 2º Battaglione indigeni dell'Eritrea (il famoso battaglione Macallè).
Rimase in Eritrea per i successivi due anni, e poi si trasferì, con il proprio battaglione, nello Yemen per svolgere il compito di proteggere gli italiani ivi residenti durante il conflitto che contrappose lo Yemen al Regno dell'Arabia Saudita. Decorato con la Croce di Cavaliere dell'Ordine dei Santi Maurizio e Lazzaro nel dicembre del 1934, fu nuovamente assegnato al Ministero della guerra e promosso tenente colonnello. Nel gennaio 1935 rientrò a Massaua per far parte della Commissione Babbini, ritornando in Patria due mesi dopo. Il Ministero della guerra gli affidò altre mansioni coloniali, inviandolo nuovamente in Eritrea, a disposizione del governo Amara per incarichi civili. Promosso colonnello del comando truppe eritree, rimpatriò per licenza ma, dopo pochi giorni, fu richiamato e di nuovo inviato a Massaua.
Nel giugno 1940, con l'entrata in guerra dell'Italia, avvenuta il giorno 10, prese parte alla operazioni belliche in Africa Orientale Italiana, al comando della IV Brigata coloniale operante in forza al comando truppe dell'Amhara retto dal generale Augusto Martini. Prese parte alla battaglia di Cheren alla testa della XII Brigata coloniale, per essere poi catturato dagli inglesi a Massaua l'8 aprile 1941 insieme al suo reparto.
Nell'aprile 1946 rientrò in Italia dalla prigionia, e nel gennaio 1947 fu promosso generale di brigata per assumere, nel luglio dello stesso anno, il comando della Brigata "Reggio". Il 1º febbraio 1948 assunse il comando della fanteria della Divisione "Aosta", e il 18 maggio 1949 fu trasferito al Quartier generale del comando territoriale di Roma. Si spense nella capitale il 1º giugno 1949. La città di Gaeta ne ha onorato la memoria intitolandogli una piazza.

### Annotazioni
1. ↑  Assegnatagli “motu proprio” da S.M. il re Vittorio Emanuele III.
2. ↑  Il Comando truppe dell'Amhara, con Quartier generale a Gondar, era uno dei due comandi che componevano lo Scacchiere Nord diretto dal generale Luigi Frusci, avente Quartier generale all'Asmara. L'altro era il Comando truppe Eritrea diretto dal generale Vincenzo Tessitore, con sede all'Asmara.

### Fonti
1. 1 2 3 4 5 6 7  Il Granatiere n.2, aprile-giugno 2015, p. 18.
2. 1 2 3 4 5 6 7 8 9  Il Granatiere n.2, aprile-giugno 2015, p. 19.

### Periodici
- Livio Bonelli, un eroico generale, in Il granatiere, n. 2, Roma, Associazione Nazionale Granatieri d'Italia, aprile-giugno 2015,  pp. 18-29.